# 中亚荩草
中亚荩草（学名：Arthraxon hispidus var. centrasiaticus）为禾本科荩草属下的一个变种。